# Paraíso (Panama, Chiriquí)
Pour les articles homonymes, voir Paraíso.
Paraíso est un corregimiento situé dans le district de Boquerón, province de Chiriquí, au Panama. En 2010, la localité comptait 429 habitants.